# Eberhardtia
Eberhardtia es un género con tres especies de plantas de la familia de las sapotáceas. El género es nativo de Laos, Vietnam y el sur de China.

## Especies seleccionadas
- Eberhardtia aurata
- Eberhardtia krempfii
- Eberhrdtia tonkinensis